# Marie NDiaye

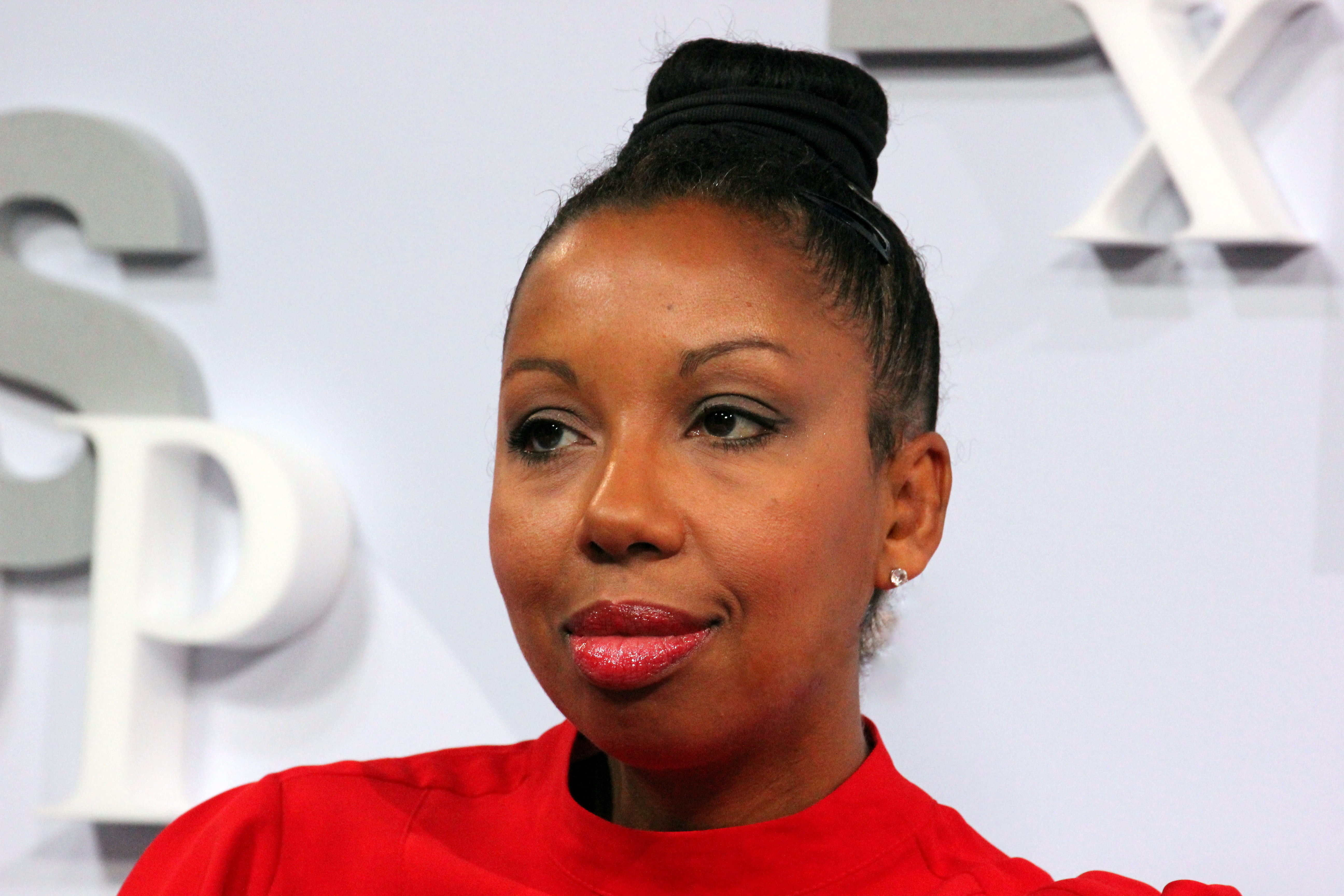
Marie NDiaye auf der Frankfurter Buchmesse 2017

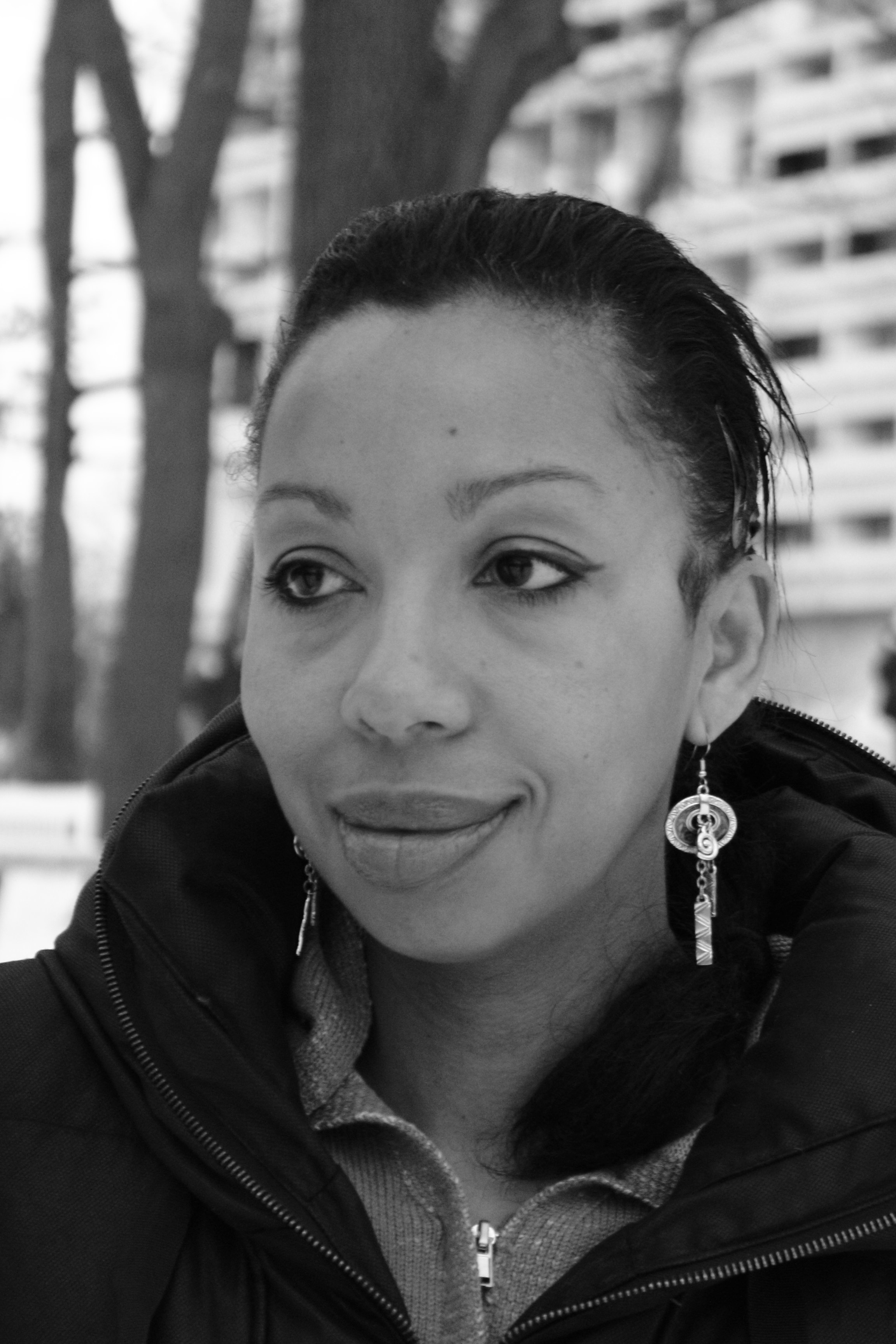
Marie NDiaye (2013)

Marie NDiaye (* 4. Juni 1967 in Pithiviers, Département Loiret), auch N'Diaye, ist eine französische Schriftstellerin.

## Leben
Marie NDiaye ist die Tochter einer französischen Mutter und eines senegalesischen Vaters. Ihre Mutter war Lehrerin. Ihr Vater verließ die Familie und wenig später Frankreich, als Marie noch im Säuglingsalter war. Marie war eine sehr gute Schülerin; ihr Französischlehrer wollte sie für die Teilnahme am Concours général anmelden. Sie schlug jedoch dieses Angebot aus und entschied sich, im Gegensatz zu ihrem älteren Bruder, auch gegen eine Ausbildung an der École normale supérieure. Ihr Berufswunsch, Schriftstellerin zu werden, stand für sie schon zu Schulzeiten fest.
1985 schickte sie ihr erstes Romanmanuskript Jérôme Lindon, dem Verleger der renommierten Éditions de Minuit. Der Verleger, von ihrem kraftvollen Stil beeindruckt, nahm das Manuskript an. Der Roman erschien unter dem Titel Quant au riche avenir (deutsch: Was die reiche Zukunft betrifft). Ihr zweiter Roman, Comédie classique, erschien 1988 bei POL; es folgten weitere Romane. Im Auftrag von Radio France schrieb sie 1999 Hilda, was den Beginn ihrer Arbeit als Dramatikerin bedeutete. Seither hat Marie NDiaye noch vier Theaterstücke geschrieben, eines zusammen mit ihrem Ehemann Jean-Yves Cendrey. Das Theaterstück Papa doit manger (deutsch: Papa muss essen) wurde 2003 an der Comédie-Française uraufgeführt. Mit der Filmregisseurin Claire Denis schrieb sie 2009 das Drehbuch für deren Film White Material. 2022 wirkte sie am Filmskript von Saint Omer mit.
Mit ihrem Ehemann und ihren drei Kindern hat Marie NDiaye viele Male den Wohnsitz von Land zu Land gewechselt: Von Frankreich nach Spanien, von dort nach Italien, in die Niederlande und zurück nach Frankreich. „Nur auf sich selbst gestellt sein, seine Zeit frei gestalten können, dort leben, wo man möchte“, ist ihr erklärtes Motto. Heute lebt Marie NDiaye in Paris. Ihr Bruder ist Pap Ndiaye, Historiker an der Sciences Po, und Begründer der französischen Black studies und seit 2022 französischer Bildungsminister.
Seit 2007 lebt Marie Ndiaye in ihrer Wahlheimat Berlin.

## Auszeichnungen
- 1989 Stipendium der Villa Medici
- 2001 Prix Femina für Rosie Carpe
- 2009 Prix Goncourt für Trois femmes puissantes (Drei starke Frauen) (erstmals Vergabe an schwarze Autorin)
- 2010 Jürgen Bansemer & Ute Nyssen Dramatikerpreis[2]
- 2010 Internationaler Literaturpreis – Haus der Kulturen der Welt zusammen mit Claudia Kalscheuer (Übersetzerin) für Drei starke Frauen
- 2011 Spycher: Literaturpreis Leuk für Drei starke Frauen[3]
- 2013 Grand Prix de l'Héroïne Madame Figaro in der Kategorie „Roman“ für Ladivine
- 2015 Nelly-Sachs-Preis[4]
- 2019 Aufnahme in die Anthologie New Daughters of Africa von Margaret Busby
- 2023 Österreichischer Staatspreis für Europäische Literatur[5]

## Theaterstücke

### Hilda

#### Handlung
Die herrschsüchtige und einsame Madame Lemarchand findet in der jungen Hilda das ersehnte Dienstmädchen. Sie ist schön, sie ist zurückhaltend, sie ist perfekt. Den Lohn erhält ihr Ehemann Franck, was diesen jedoch nicht über die fortschreitende Vereinnahmung seiner Frau hinwegtäuschen kann. Wortreich nimmt Madame Lemarchand Hilda in Besitz, kleidet und frisiert sie und saugt sie in sich auf. Zur leeren Hülle verkommen erweckt Hilda zuletzt nur noch die Verachtung Madame Lemarchands – und ihr Mann sucht sich einen Ersatz.
Hilda ist ein Theaterstück um die Macht der Worte und die Sprachlosigkeit des Unterworfenen. Hilda hat keine Stimme. Auch wenn der Zuschauer ihren Widerstand erwartet, sie selbst wird die Szene nicht betreten.

#### Aufführungsdaten
- Uraufführung: Théâtre de l’Atelier, Paris 2002
- Deutschsprachige Erstaufführung: Theater Drachengasse, Wien 2003
- Deutsche Erstaufführung: Bayerisches Staatsschauspiel München 2003

#### Buchveröffentlichung
- Hilda, Editions de Minuit, 1999, ISBN 2-7073-1661-X.
  - Übers. Almut Lindner: Hilda. Merlin Verlag, Gifkendorf 2003, ISBN 3-87536-233-0; wieder ebd. 2017

### Die Schlangen

#### Handlung
Es ist der 14. Juli, französischer Nationalfeiertag, und France begrüßt überrascht ihre Schwiegermutter. Doch Madame Diss kommt gar nicht wegen des Feuerwerks. Sie hat Schulden gemacht und will von ihrem Sohn Geld. France kann ihr nicht weiterhelfen, denn ihr Mann ist in Rage und will seine Mutter nicht sehen. Nancy, die Ex-Ehefrau des Mannes, nähert sich dem Haus ebenfalls. Der 14. Juli ist der Todestag ihres gemeinsamen Sohnes und sie hatte endlich den Mut gefasst, das Grab des kleinen Jacky zu besuchen.
„Die Schlangen“ zeigt das heillose Züngeln der drei Frauen vor verschlossener Tür. Wie sich herausstellt, wurde Jacky von seiner Mutter zurückgelassen und seinem gewalttätigen Vater ausgeliefert. Dieser misshandelte ihn und sperrte ihn in einen Schlangenkäfig, wo Jacky schließlich starb. Dass sich hinter der Tür – und vor den Augen der Zuschauer – eine weitere Opferung von Kindern anbahnt, nehmen die auf sich selbst fixierten Frauen nicht wahr. Eine unfassbare Geschichte, die das Versagen von Erwachsenen zum Thema hat.

#### Aufführungsdaten
- Uraufführung: Théâtre de poche de Genéve 2005
- Deutsche Erstaufführung: Neues Ensemble Mannheim 2012[6]

### Weitere Stücke
- Rien d’humain, Uraufführung an der Comédie de Valence im Jahr 2004
- Toute vérité, gemeinsam mit Jean-Yves Cendrey
- Providence, Uraufführung Festival de Genève 2001,
- Papa doit manger, Uraufführung an der Comédie-Française 2003

## Romane und Erzählungen
- Quant au riche avenir. Editions de Minuit, Paris 1985, ISBN 2-7073-1018-2.
- Comédie Classique. POL, Paris 1987, ISBN 2-86744-082-3 Deutsch von Eugen Helmlé im Auszug in: Baumann/Lerch,[7] S. 207–214.
- La femme changée en bûche. Editions de Minuit, Paris 1989, ISBN 2-7073-1285-1.
- Ein getreuer Gefährte. Aus dem Franz. von Anna Hartwich. In: Baumann/Lerch[7], S. 204–206.
- En famille. Editions de Minuit, Paris 1991, ISBN 2-7073-1367-X.
Deutsche Ausgabe: Die lieben Verwandten. Hanser, München/Wien 1993, ISBN 3-446-16413-8.
- Un temps de saison. Editions de Minuit, Paris 1994, ISBN 2-7073-1474-9.
Deutsche Ausgabe:* Ein Tag zu lang. Roman. Aus dem Franz. von Claudia Kalscheuer, Suhrkamp, Berlin 2012, ISBN 978-3-518-42333-2.
- La Sorcière. Editions de Minuit, Paris 1996, ISBN 2-7073-1569-9.
Deutsche Ausgabe: Die Hexe. Kunstmann, München 1997, ISBN 3-88897-184-5.
- Rosie Carpe. Editions de Minuit, Paris 2001, ISBN 2-7073-1740-3.
Deutsche Ausgabe: Rosie Carpe. Aus dem Franz. von Claudia Kalscheuer, Suhrkamp, Frankfurt 2005, ISBN 3-518-41685-5.
- Tous mes amis. Erzählungen, Editions de Minuit, Paris 2003, ISBN 2-7073-1859-0.
Deutsche Ausgabe: Alle meine Freunde. Suhrkamp, Frankfurt 2006, ISBN 3-518-41829-7.
- Autoportrait en vert. Mercure de France, Paris 2005, ISBN 2-7152-2481-8.
Deutsche Ausgabe: Selbstporträt in Grün. Aus dem Franz. von Claudia Kalscheuer, Arche Verlag, Hamburg 2011, ISBN 978-3-7160-2661-8.
- Mon cœur à l’étroit. Gallimard, Paris 2007, ISBN 978-2-07-077457-9.
Deutsche Ausgabe: Mein Herz in der Enge. Suhrkamp, Frankfurt 2008, ISBN 978-3-518-42016-4.
- Trois femmes puissantes. Gallimard, Paris 2009, ISBN 978-2-07-078654-1.
Deutsche Ausgabe: Drei starke Frauen. Suhrkamp, Berlin 2010, ISBN 978-3-518-42165-9.
- Ladivine.  Gallimard, Paris 2013, ISBN 978-2-07-012669-9
Deutsche Ausgabe: „Ladivine.“ Aus dem Franz. von Claudia Kalscheuer, Suhrkamp, Berlin 2014, ISBN 978-3-518-42426-1.
- La Cheffe. Gallimard, Paris 2016, ISBN  978-2-07-011623-2.
Deutsche Ausgabe: Die Chefin – Roman einer Köchin. Aus dem Franz. von Claudia Kalscheuer, Suhrkamp, Berlin 2017, ISBN 978-3-518-42767-5.
- La vengeance m'appartient. Gallimard, Paris 2021, ISBN 978-2-07-284194-1.
Deutsche Ausgabe: Die Rache ist mein. Roman. Aus dem Franz. von Claudia Kalscheuer, Suhrkamp, Berlin 2021, ISBN 978-3-518-43031-6.